# Tom Harrell

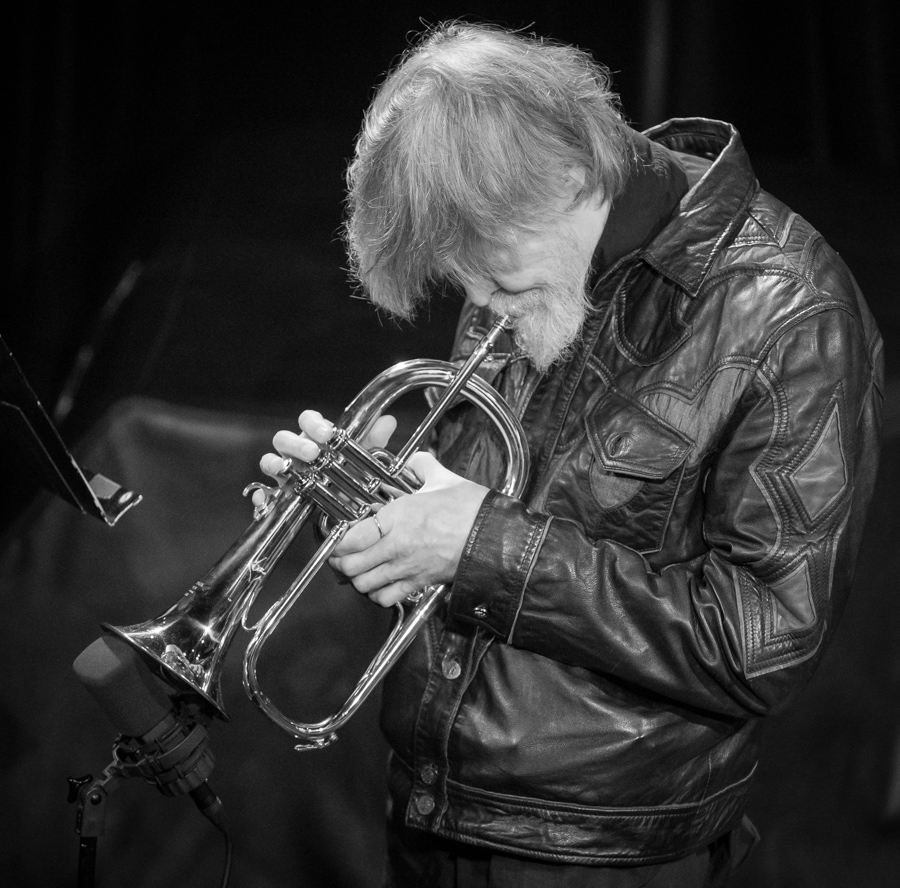
Tom Harrell (2017)

Tom Harrell est un trompettiste et compositeur américain de jazz né à Urbana (Illinois) le 16 juin 1946.
Tom Harrell souffre de schizophrénie paranoïde. Malgré sa maladie, il a su s'imposer comme un des trompettistes majeurs de sa génération.

## Biographie
Tom Harrell commence à jouer de la trompette à l'âge de huit ans. Sa famille déménage ensuite pour habiter près de la Baie de San Francisco où il joue au sein de groupes locaux dès l'âge de treize ans.
En 1969 il est diplômé en composition musicale de l'université Stanford et rejoint l'orchestre de Stan Kenton.
Après avoir quitté Kenton, Tom Harrell joue successivement au sein du big band de Woody Herman (1970-1971), du groupe Azteca (1972), du Horace Silver Quintet (1973-1977), du Sam Jones Big Band, du Lee Konitz Nonet (1979-1981), avec George Russell, avec le Mel Lewis Orchestra (1981), et le Liberation Music Orchestra de Charlie Haden.
Il enregistre en outre pendant cette période des albums avec notamment Bill Evans, Dizzy Gillespie, Ronnie Cuber, Bob Brookmeyer, Ivan Paduart, Gerry Mulligan, Lionel Hampton, Bob Berg et Bobby Shew.
Entre 1983 et 1989, il est un des membres clé du Phil Woods Quintet.
Depuis 1989, Tom Harrell dirige son propre groupe.
Il a enregistré sous son nom pour des labels tels que Pinnacle, Blackhawk, Criss Cross, SteepleChase, Contemporary Records, Chesky, et RCA Records.
Tom Harrell est actuellement sous contrat avec Addeo Music International.

## Discographie

### En tant que leader
- 1976 – Aurora (réédité en tant que Total, 1987)
- 1978 – Mind's Ear
- 1984 – Play of Light
- 1985 – Moon Alley
- 1986 – Sundance
- 1987 – Open Air
- 1988 – Stories
- 1989 – Lonely Eyes
- 1989 – Sail Away
- 1990 – Form
- 1991 – Moon and Sand
- 1991 – Visions
- 1991 – Passages
- 1992 – Sail Away - live in Paris
- 1994 – Upswing
- 1995 – Cape Verde
- 1996 – Labyrinth
- 1998 – The Art of Rhythm
- 1999 – Time's Mirror
- 2001 – Paradise
- 2002 – Live at the Village Vanguard
- 2003 – Wise Children
- 2007 – Humanity
- 2007 – Light On
- 2009 – Prana Dance
- 2010 – Roman Nights
- 2011 – The Time of the Sun
- 2012 – Number Five
- 2013 – Colors of a Dream
- 2014 – TRIP
- 2016 – Something gold, something blue

### En tant que co-leader
Avec John McNeil
- Look to the Sky (SteepleChase,1979)

### En tant que sideman
Avec Bill Evans
- We Will Meet Again (Verve, 1979)

Avec Horace Silver
- Silver 'n Brass (Blue Note, 1975)[2]
- Silver 'n Wood (Blue Note, 1976)
- Silver 'n Voices (Blue Note, 1976)
- Silver 'n Percussion (Blue Note, 1977)
- Silver 'n Strings Play the Music of the Spheres (Blue Note, 1979)

Avec Charlie Haden
- Dream Keeper (Verve, 1990)
- The Montreal Tapes: Liberation Music Orchestra (Verve, 1999)

Avec Joe Lovano
- Village Rhythm (Soul Note, 1988)
- Quartets: Live at the Village Vanguard (Blue Note, 1994)

Avec Gordon Brisker
- Cornerstone (Sea Breeze Jazz, 1984)[3]

Avec Harold Danko
- Coincidence (Dreamstreet Records, 1979)[4]

Avec George Gruntz
- Theatre (ECM, 1983)

Avec Phil Woods
- Integrity (Red, 1984)[5]
- Gratitude (Denon, 1986)
- Dizzy Gillespie Meets Phil Woods Quintet (Timeless, 1986) – with Dizzy Gillespie
- Bop Stew (Concord, 1987)
- Evolution (Concord, 1988)
- Flash (Concord, 1989)
- Bouquet (Concord, 1989)